# 賴特山
79°42′S 158°46′E / 79.700°S 158.767°E
賴特山（英語：Wright Hill）是南極洲的山丘，位於奧次地，屬於庫克山脈的一部分，處於鮑林格林高原東部，由英聯邦探險隊發現，現時由南極條約體系管理。